# 黃婕菲
黃婕菲（1973年10月10日—），台灣女演員，亦是表演指導與太極教練。表演作品橫跨舞台劇、電視、電影演員。中山女中、國立台灣大學心理學系、國立藝術學院（2001年更名為國立台北藝術大學）劇場藝術研究所 、中原大學室內設計學系研究所  畢業。

## 電影/短片

### 電影
- 2022年《倒數回擊》（導演林子炫）客串
- 2021年《愛‧殺》（導演周美玲）客串
- 2021年《青春弒戀》（導演何蔚庭）客串 楊嫂（綺綺母）
- 2020年《有鬼》（導演林純華）主演 媽媽秀娟
- 2020年《綠蝴蝶》（導演游翰庭）客串 媽媽
- 2019年《皮蛋食堂》（英國導演Paris ZArcilla）
- 2015年《愛琳娜》（導演林靖傑）客串 二嫂
- 2012年《候鳥來的季節》（導演蔡銀娟）客串
- 2011年《寶島漫波》（導演王啟在）主演 媽媽秀莉
- 2006年《指間的重量》（導演潘志遠）客串 國文老師

### 短片
- 2024年《寄語白雲》（導演廖柏鈞）主演 媽媽
- 2023年《橋頂少年》（導演張不乙）客串
- 2022年《目睭瞌瞌》（導演吳翊凱）主演 媽媽
- 2021年《薑茶的滋味》（《La Saveur du Gingembre》法國導演尚若白）主演 妻淑芬
- 2021年《龔囝》（導演林治文、劉澄雍）客串
- 2021年《腸躁男孩 》（導演陳浩維、王韋喬）客串
- 2021年《陽光下》（導演張育華）主演 媽媽
- 2020年《蟾鳴》（導演游翰庭）客串
- 2018年《發光的盒子》（導演方彥鈞）主演
- 2018年《尋找家屋的女人》（導演黃郁芳）主演
- 2018年《私家車》（導演蔡渝涵）主演 媽媽秀娟
- 2016年《為愛啟程》（導演謝怡萱）主演媽媽
- 2015年《午休時間》（導演林品君）客串
- 2015年《離岸》（導演張不乙）主演 媳婦
- 2014年《熱線1999》（導演練建宏）主演 視障者珊珊
- 2013年《一瓢清淺》（導演顏祖威）主演 媽媽
- 2012年《金馬10+10》（導演沈可尚）主演 孕婦
- 2011年《花開的夜晚》（導演廖克發）主演 媽媽
- 2011年《好好》（導演林品君）主演 妓女
- 2009年《垃圾裡的電影》（導演游正裕）主演 經紀人
- 2008年《兒子》（導演鄭文堂）客串
- 2006年《嘜相害》（導演林靖傑）主演 妓女
- 1999年《止水》（導演吳怡臻）主演 曉楓

## 電視劇

### 公共電視
- 2024年《人生清理員》飾演 投顧老師姑姑
- 2023年《牛車來去》飾演 蔡李圓
- 2022年《阿英羅曼史》
- 2021年《腸躁男孩》飾演 金枝
- 2020年《風中浮沉的花蕊》飾演 麗卿
- 2019年《自由的向望－家族無共識》飾演 永萍
- 2019年《糖糖Online》飾演 孫靜嫻
- 2019年《紙飛機》飾演 美惠(檳榔攤阿姨)
- 2018年《8號公園》飾演 李玫瑰
- 2018年《粗工阿全》飾演 媳婦
- 2016年《今晚你想點什麼》飾演 月滿
- 2014年《幸福返鄉30+》飾演媽媽
- 2012年《歌謠風華-初聲》台視更名為《純純》飾演 罔市
- 2011年《你現在在哪》飾演 阿嬌
- 2011年《17號出口》飾演 阿蕊（大陸妓女）
- 2010年《再見夏天》飾演 金花
- 2008年《木棉的印記》飾演 阿鳳
- 2007年《童畫故事》飾演 邵禹阿姨
- 2007年《地鼠》飾演 美月老師
- 2006年《喂！水開了沒》飾演 莊小姐

### 台視
- 2025年《寶島西米樂》飾演 李美虹
- 2021年《2049－刺蝟法則》飾演 雨晴親戚
- 2020年《生生世世》飾演 古碧華
- 2017年《生活是甜蜜》飾演 錦文母
- 2017年《牡丹花開》飾演 賴秋月
- 2015年《春梅》飾演 秦加美子
- 2015年《新世界》飾演 白瓊華(華姊)
- 2008年《幸福捕手》飾演 程夏荷

### 華語劇
- 2024年華視《火車來去》飾演 鄭美英
- 2023年八大電視《有生之年》飾演 王太太
- 2020年民視《無主之子》飾演 南嫂
- 2020年東森電視《王牌辯護人》飾演 林鳳萱
- 2019年三立都會《一千個晚安》飾演 翠娥
- 2018年東森電視《艾蜜麗的五件事》飾演 孫母
- 2016年八大電視《High 5 制霸青春》飾演 周媽媽
- 2007年華視《我要變成硬柿子》飾演 杜喬琪之母
- 2007年三立都會《放羊的星星》飾演 設計師Amy
- 2007年中視《轉角＊遇到愛》飾演 秦朗之母
- 2007年華視《美味關係》飾演 方織田之母

### 大愛電視
- 2025年《生日快樂》
- 2023年《早點回家》
- 2022年《冬菊，沒問題！》《先生娘》
- 2021年《一路芬芳》《阿良的歸白人生》《飄洋過海來愛你》
- 2019年《雨過天青》《掌中人生》
- 2018年《有你陪伴》《長盤決勝》《愛上ㄆㄤˋ滋味》
- 2015年《明日天晴》《望你早歸》
- 2014年《心語》《媽媽的真心畫》《指尖的溫暖》《海海人生路》《牽你的手 走愛的路》《唱快人生》《路長情更長》
- 2012年《愛在旭日升起時》《家好月圓》《慈悲的滋味》《愛的微光》
- 2011年《美麗如卿》《仙女不下凡》
- 2010年《一閃一閃亮晶晶》《情義月光》
- 2009年《幸福一牛車》
- 2008年《走過好味道》《南門外的月光》
- 2007年《呼叫223》《鐵樹花開》《生命的陽光》《歡喜有緣-後山土地公》
- 2006年《生命圓舞曲》《大地之子》

### 客家電視
- 2023年《綠金龜模仿犯》
- 2021年《天后阿姆》飾演 媽媽
- 2010年《牽紙鷂的手》飾演 麗美
- 2008年《花樹下的約定》飾演 汪太太
- 2006年《肉身蛾》主演 李麗

### 網路串流平台
- 2025年MyVideo《喝酒吧！笨蛋》飾演 小春
- 2022年愛奇藝《第九節課》飾演貴婦馮太太
- 2022年Disney+《正義的算法》飾演 檢察官
- 2020年KKTV《饞上你》飾演 蘇達媽
- 2019年Netflix《糖糖Online》飾演 孫靜嫻

## MV / 廣告

### MV
- 2020年容祖兒《東京人壽》導演黃婕妤
- 2019年康樹龍《城市之間》導演Jizo
- 2019年茄子蛋樂團《Happy運將》導演黃婕妤
- 2016年楊培安《冷耳光》導演Jizo
- 2014年聲納樂團《彩虹橋》導演Jizo
- 1997年台灣第一張同志創作專輯《認真去愛》

### 微電影
- 2023年器官捐贈及病人自主推廣影片《餘暉》
- 2023年金管會銀行局防制詐騙影片
- 2022年花蓮文化局城市形象影片
- 2021年門諾醫院公益影片《門諾東部護理 -向遠大的愛致敬》
- 2021年臺北市政府毒品危害防制影片《最討厭的你》
- 2020年法務部廉政署影片《幸福．勻勻仔行》

## 舞台劇

### 演摩莎劇團
- 2014年5月國家實驗劇場演出《給摩莎》

### 金枝演社
- 2003年5月國家實驗劇場導演王榮裕《羅蜜歐與茱麗葉》
- 2002年9月淡水古蹟殼牌倉庫演出導演王榮裕《觀音山恩仇記》
- 2001年9月東京小愛麗斯劇場、台灣各藝術中心巡演導演王榮裕《群蝶》
- 2000年4月至災區南投巡演導演王榮裕《台灣女俠白小蘭》
- 1997年4月台灣南部鄉鎮巡演導演王榮裕《台灣女俠白小蘭》
- 1997年1月台灣各地夜市巡演導演王榮裕《台灣女俠白小蘭》
- 1996年9月馬來西亞導演王榮裕《潦過濁水溪》
- 1996年4月「漫畫藝術節」，集體創作小品《暗夜》
- 1996年1月國家實驗劇場導演王榮裕《潦過濁水溪》
- 1995年4月皇冠小劇場導演彭雅玲《春天的花蕊》

### 河床劇團
- 2012年3月德國戲劇節《夢遊》
- 2011年8月時尚旅館之開房間實驗劇作導演何采柔《206號房》；11月築展演空間導演郭文泰《夢遊》
- 2010年4月巴黎劇院、6月國家實驗劇院、7月國際亞維農藝術節導演郭文泰《惡之華》
- 2009年5月巴黎劇院導演郭文泰《爆米香》、《火之焰》
- 2008年6月國家實驗劇場導演郭文泰《百夜之夢》；7月國際亞維農藝術節導演郭文泰《火之焰》
- 2007年5月誠品戲劇節導演郭文泰《愛因斯坦‧搖滾台灣》；7月國際亞維農藝術節導演郭文泰《爆米香》
- 2006年2月新加坡導演郭文泰《爆米香》；10月誠品戲劇節導演郭文泰《變雲的男人》
- 2005年6月國際藝術村導演郭文泰《爆米香》
- 2004年6月誠品戲劇節導演郭文泰《無頭洛杉磯》；12月國家實驗劇場導演郭文泰《羅伯‧威爾森的生平時代》
- 2003年6月國家實驗劇場導演郭文泰《美麗的莎士比亞》

### 跨國合作
- 2012年11~12月西安、貴陽、成都巡演導演饒曉志紳士喜劇《鹹蛋》

### 狂想劇場
- 2011年10月華山紅磚劇場演出導演廖俊凱《賊變》～2012台新藝術獎十大入圍作品

### 公益舞台劇
- 2008年11月萬芳醫院公益演出中華人權協會與萬芳醫院合製《消失的微笑》
- 2008年5月各大醫院公益演出紀念首位抗煞殉職醫師林重威《SARS，再見》
- 2007年11月各大醫院公益演出善牧基金會《天使的小孩》
- 2007年3月V-day紀念日導演Dan‧Chumley與藍貝芝《陰道獨白》
- 2006年6月各大醫院、學校公益演出重度海洋性貧血協會《把愛傳出去》

### 動見體劇團
- 2006年9月香港牛棚藝術村導演符宏征《道德神經》

### 眼球愛地球
- 2002年8月牯嶺街小劇場《死娃娃巴比》

### 差事劇團
- 2000年8月華山藝文中心演出舞踏作品《蟲蟲公主》

### 戲盒劇團
- 1998年12月國家實驗劇場導演杜思慧《123不曲》

### 台北藝術大學戲劇系學製/畢製
- 1999年5月藝院圓形露天劇場導演馬汀尼《仲夏夜夢》
- 1998年3月台北藝術大學導演符宏征《縱使世界在轉動》
- 1997年12月台北藝術大學導演陳伯健《阿Q正傳》
- 1994年8月台北藝術大學導演黃以功《KTV不打烊》

## 教學經歷

### 戲劇指導
- 2014年7月-2016年6月電影《只有大海知道》培訓電影所需的所有素人演員

《只有大海知道》男主角鍾家駿獲得第55屆金馬「最佳新演員獎」
- 2005年8-9月客台連續劇《戀戀舊山線》

### 太極教練
- 1997年從學於熊衛老師學習太極導引、推手、扣手。
- 2002年9月-2014年6月新莊社區大學教授【太極導引】
- 2002年-2004年台北藝術大學戲劇系教授【東方身體文化】

## 獎項紀錄
| 年份   | 頒獎典禮         | 獎項             | 影片               | 角色 | 結果 |
| ------ | ---------------- | ---------------- | ------------------ | ---- | ---- |
| 2020年 | 第55屆金鐘獎     | 迷你劇集女主角獎 | 《風中浮沉的花蕊》 | 麗卿 | 提名 |
| 2016年 | 第51屆金鐘獎     | 迷你劇集女配角獎 | 《離岸》           | 秋華 | 提名 |
| 2008年 | 第43屆金鐘獎     | 迷你劇集女主角獎 | 《木棉的印記》     | 阿鳳 | 提名 |
| 2006年 | 第41屆金鐘獎     | 迷你劇集女主角獎 | 《肉身蛾》         | 李麗 | 提名 |
| 1999年 | 金馬創作短片影展 | 最佳女主角獎     | 《止水》           | 曉楓 | 提名 |

- 2019年，蔡渝涵導演《私家車》榮獲金穗獎優選作品[5]

- 2012年，河床劇團【開房間戲劇節】《206號房》入圍第十屆台新藝術獎 | [6]

- 2012年，狂想劇場《賊變》入圍第十屆台新藝術獎 | [7]

- 2007年，以林靖傑導演《嘜相害》入圍金穗獎「最佳劇情片」

## 外部連結
- 臉書專頁 黃婕菲的Facebook專頁
- Youtube YouTube上的Felicia Huang頻道

- 太極導引文化研究會教練團  教練黃婕菲 （页面存档备份，存于）
- 學習太極的歷程與心得（原名黃淑媛） 與太極導引結緣一輩子 （页面存档备份，存于）

- 台北藝術大學劇場藝術研究所 碩士論文（原名黃淑媛） 談扮演之中、之外與之後：以《群蝶》作為扮演論述的基礎與對象
- 中原大學室內設計學系所 碩士論文（原名黃淑媛） 傳統戲曲的展示空間之再現研究:以台灣的傳統戲曲館為例

- 台上黃婕菲 [黃婕菲‧Felicia] （页面存档备份，存于）
- 台下黃婕菲 [戲子趴趴走] （页面存档备份，存于）
- 詩創作 Felicia Huang （页面存档备份，存于）

- 黃婕菲的新浪微博
- 黃婕菲在互联网电影资料库（IMDb）上的資料（英文）（英文）
- 黃婕菲在香港影庫上的簡介
- 黃婕菲在豆瓣上的资料（简体中文）
- 黃婕菲在时光网上的簡介（简体中文）